# Kivistö (Vantaa)
Kivistö  est un quartier du district de Kivistö à Vantaa en Finlande.

## Description
Kivistö est situé à l'est de l'Hämeenlinnanväylä dans le district de Kivistö. 
Le quartier comprend aussi la résidence de maisons individuelles de Kannisto ainsi que  l'ancien village de Keimola et le manoir de Linna dans la partie nord. 
Kivistö est traversé par la route Keimolantie (anciennement Vanha Nurmijärventie).
Kivistö est actuellement bordée par Tikkurilantie au sud, Hämeenlinnanväylä à l'ouest et Vantaanjoki au nord. À l'est, sa limite passe à l'ouest de Riipiläntie.
Au 31 décembre 2021, Kivistö compte 10 368 habitants

## Galerie

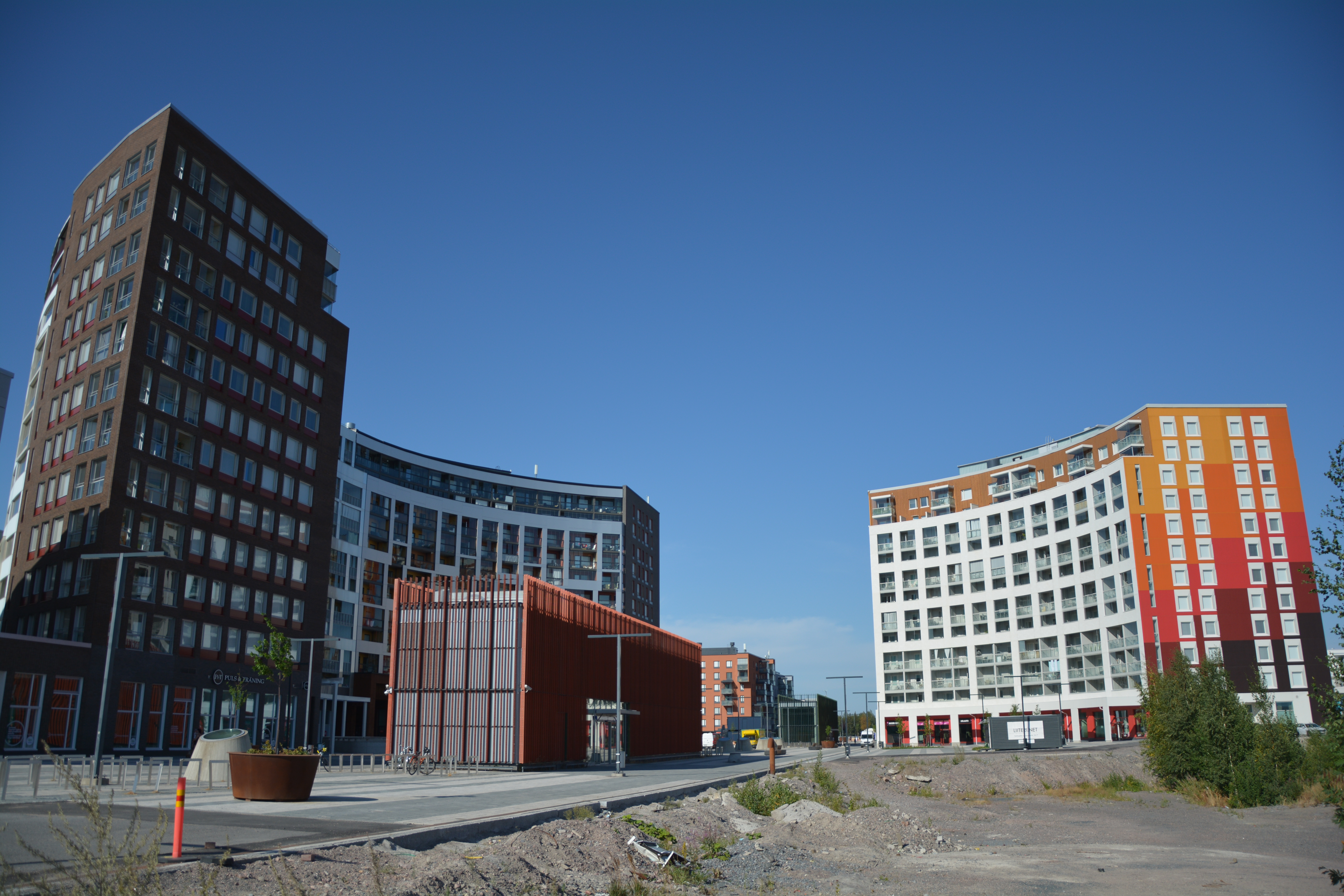
Le Colosseum en 2021.
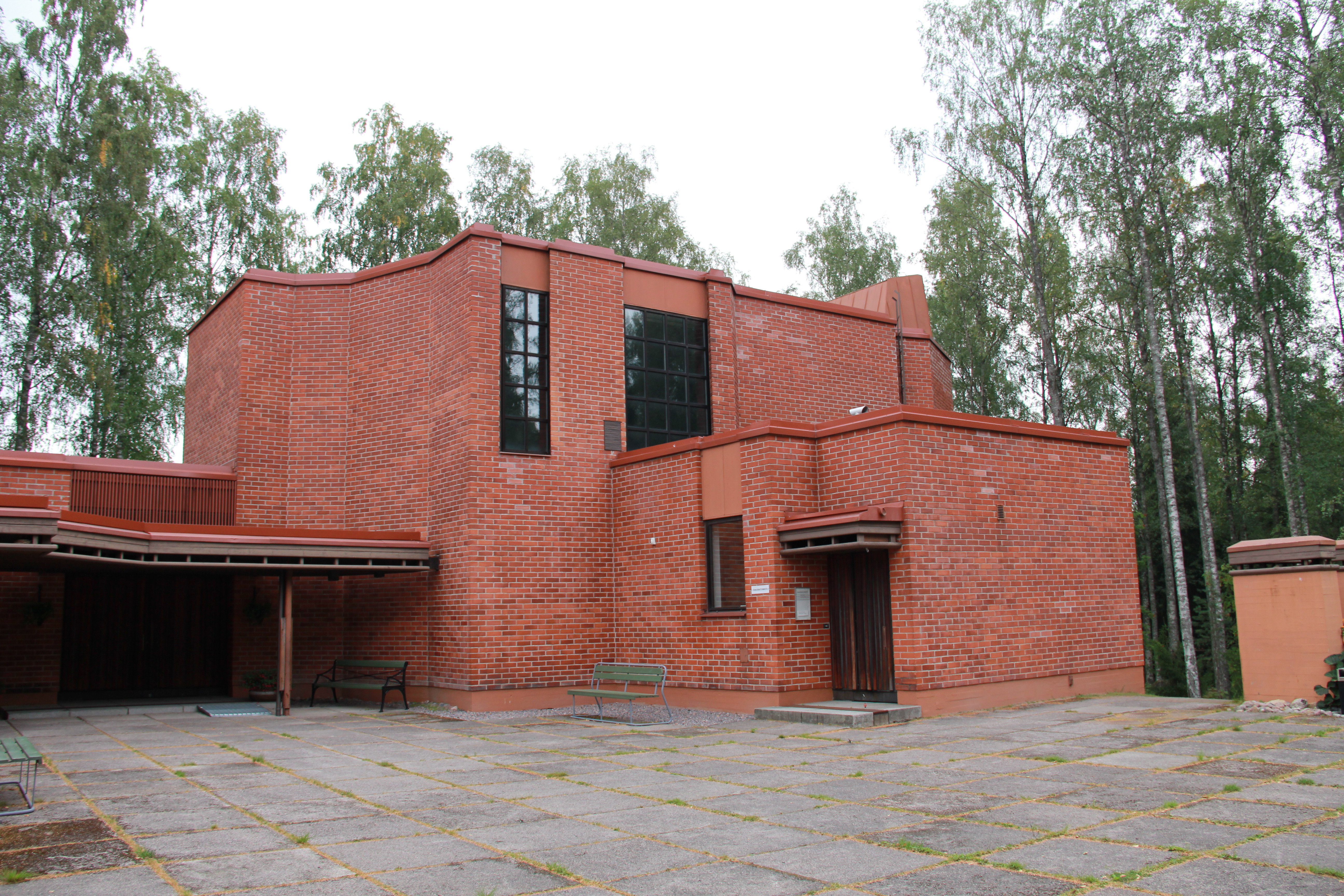
L'église de Kivistö.
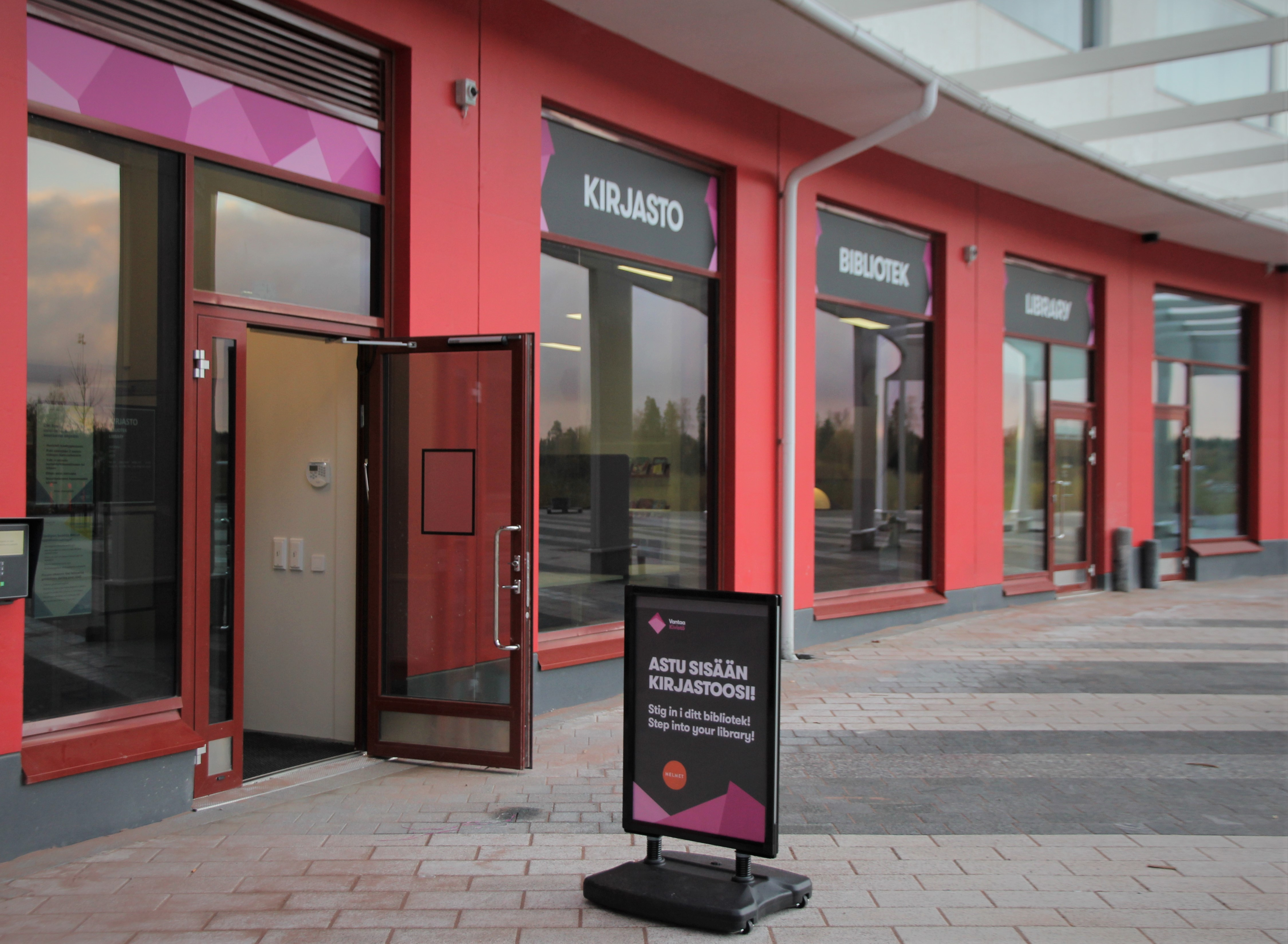
Bibliothèque de Kivistö
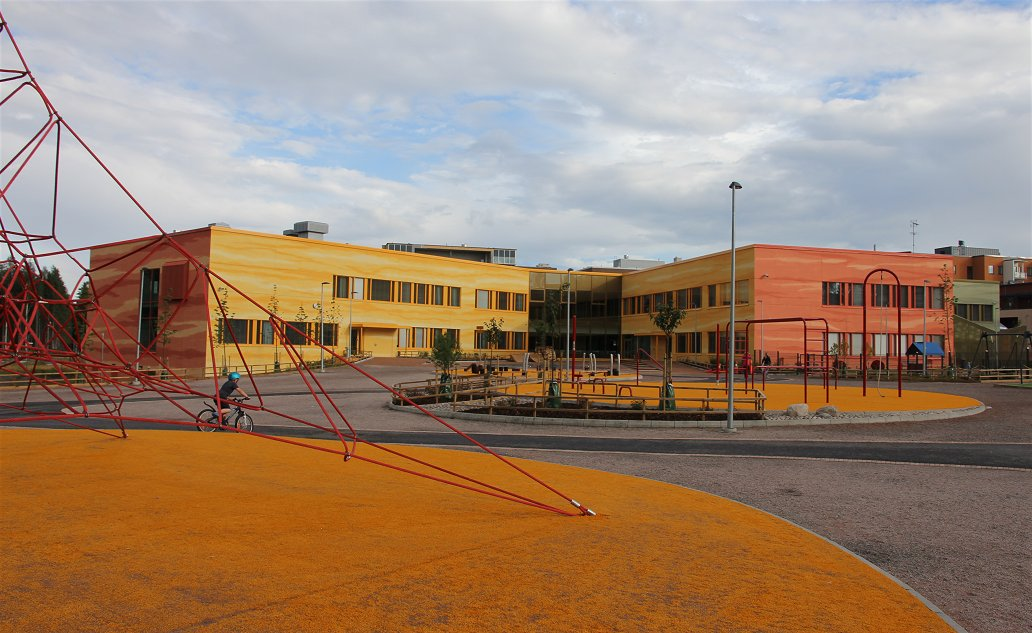
Centre d'Aurinkokivi.
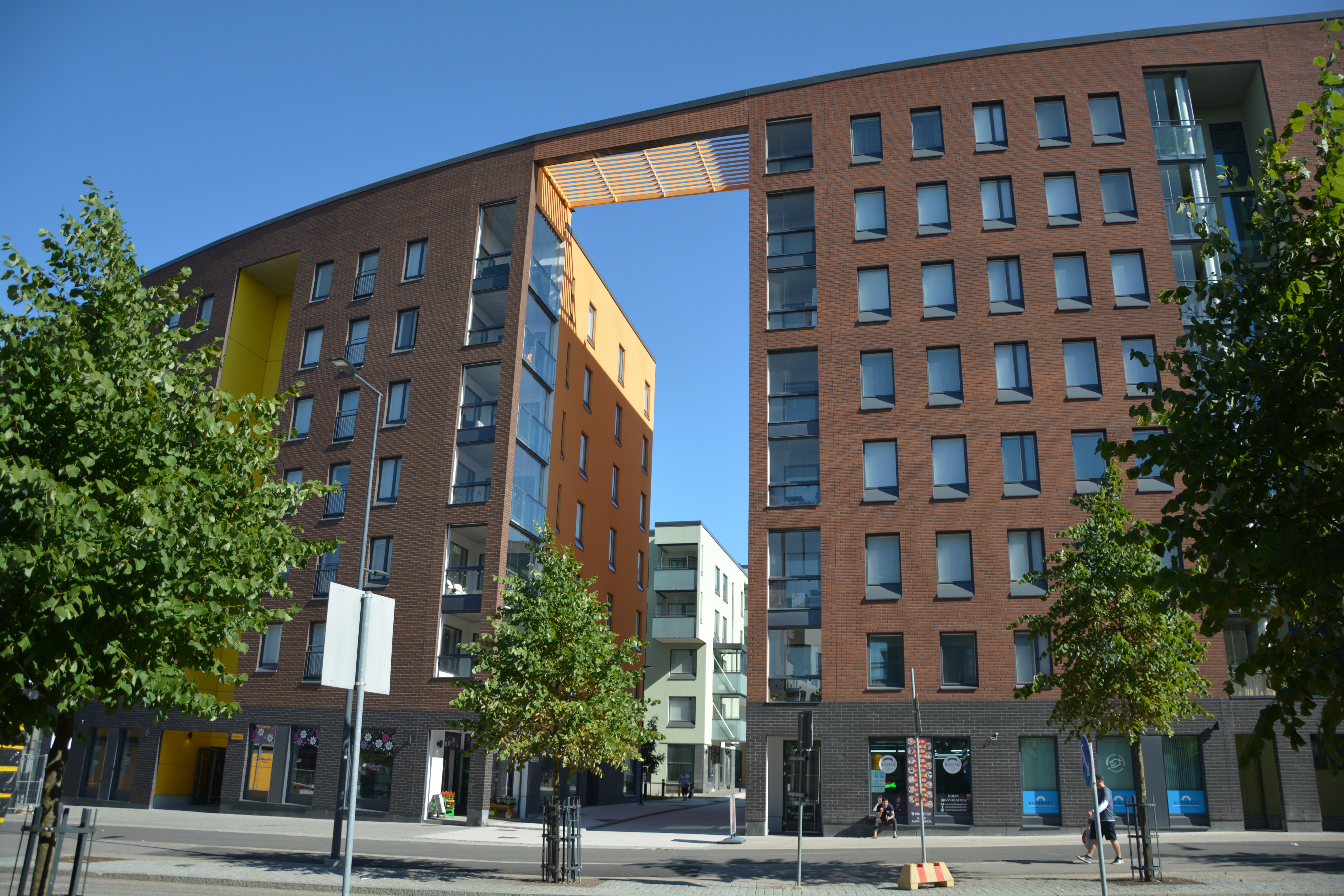
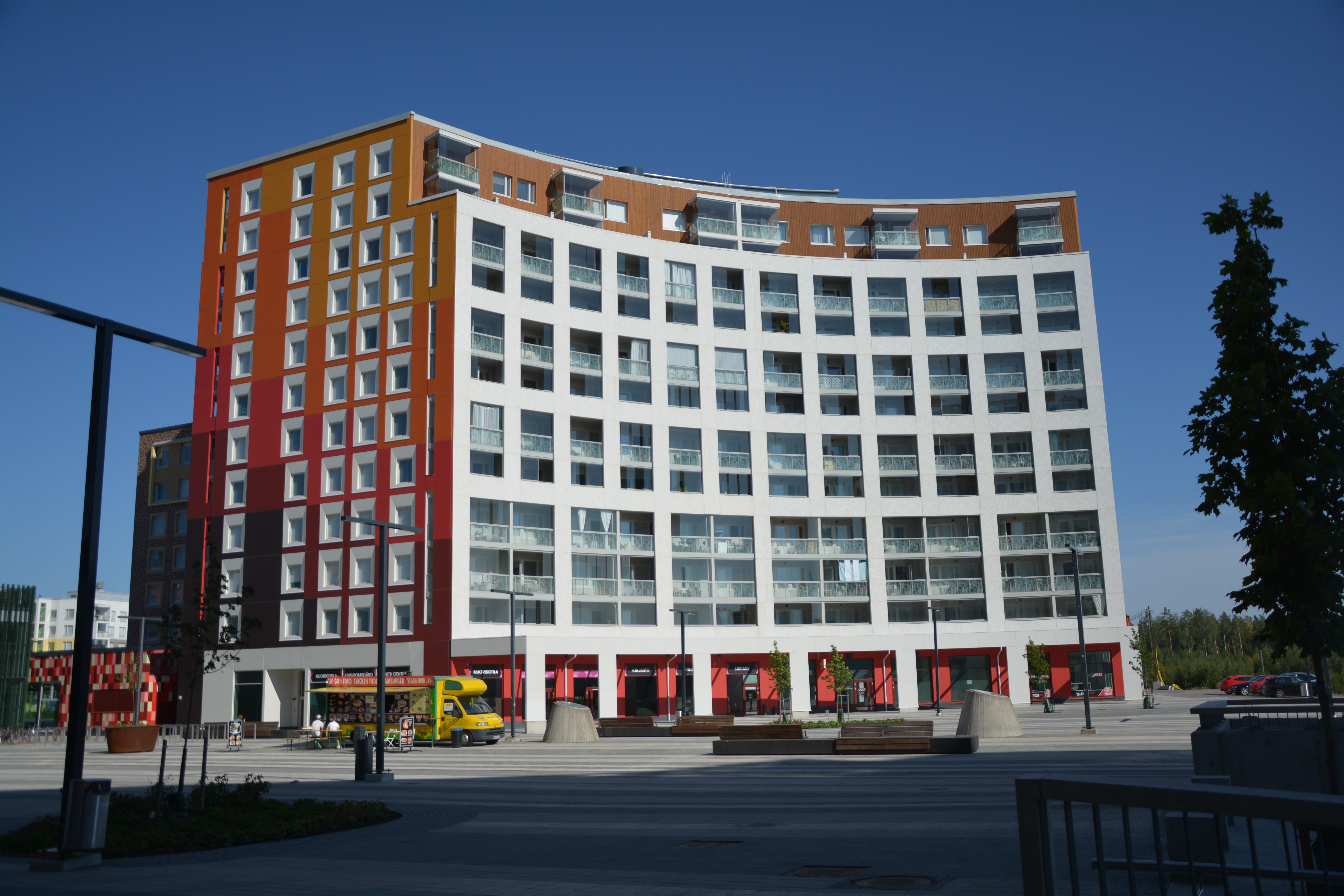